# Triệu Nguyên, Nguyên Bình
Triệu Nguyên là một xã thuộc huyện Nguyên Bình, tỉnh Cao Bằng, Việt Nam.

## Địa lý
Xã Triệu Nguyên nằm ở phía tây bắc huyện Nguyên Bình, có vị trí địa lý:
- Phía đông và phía bắc giáp huyện Hà Quảng
- Phía tây giáp xã Ca Thành và xã Yên Lạc
- Phía nam giáp xã Thể Dục và xã Vũ Nông.

Xã Triệu Nguyên có diện tích 34,06 km², dân số năm 2019 là 1.172 người, mật độ dân số đạt 34 người/km².
Trên địa bàn xã có núi Pha Giam.

## Lịch sử
Tên của xã được đặt theo tên của  một chiến sĩ cộng sản tham gia kháng chiến chống Pháp.
Sau năm 1975, Triệu Nguyên là một xã thuộc huyện Nguyên Bình.
Đến năm 2019, xã Triệu Nguyên được chia thành 10 xóm: Cảm Ngọa, Khau Khác, Khau Khít, Khau Vai, Khuổi Tông, Lũng Roọc, Pác Tháy, Thin Pản, Đán Khao, Nặm Rằng.
Ngày 9 tháng 9 năm 2019, Hội đồng Nhân dân tỉnh Cao Bằng ban hành Nghị quyết số 27/NQ-HĐND về việc:
- Sáp nhập ba xóm Pác Tháy, Khuổi Tông, Cảm Ngọa thành xóm Lê Lợi
- Sáp nhập ba xóm Đán Khao, Khau Khít, Khau Vai thành xóm Bình An
- Sáp nhập ba xóm Khau Khác, Thin Pản, Lũng Roọc thành xóm Minh Khai.

## Hành chính
Xã Triệu Nguyên được chia thành 4 xóm: Bình An, Lê Lợi, Minh Khai, Nặm Rằng.